# Mojito
Il mojito è un famoso cocktail di origine cubana composto da rum bianco, succo di lime (limetta), foglie di menta (nota come hierba buena a Cuba) e acqua minerale frizzante o acqua di soda o acqua di Seltz. È un cocktail ufficiale IBA.

## Storia
L'origine del mojito rimane piuttosto controversa: viene spesso narrato che un cocktail simile al moijto fu inventato dal famoso corsaro inglese Sir Francis Drake (El Draque) nel XVI secolo. Quella versione era preparata con aguardiente (rum non invecchiato) di bassa qualità, limetta, acqua, zucchero raffinato bianco di canna e una specie locale di menta, la hierbabuena. Nella metà del 1800 pare che la società Bacardi abbia dato un impulso di popolarità alla bevanda, che comunque raggiungerà la sua definitiva popolarità solo nel XX secolo.
Anche sulla versione moderna del mojito non pare esistere certezza assoluta su chi lo abbia proposto per primo, anche se i nomi solitamente più pronunciati sono quelli di barman della Bodeguita del Medio, Attilio De La Fuente, oppure Angel Martinez, che effettivamente rilevò il locale nel 1942, all'apice della sua notorietà per essere frequentato da noti personaggi. Contrariamente a quanto ritenuto comunemente, è tuttavia falso che Ernest Hemingway fosse un noto consumatore della bevanda: la frase a lui attribuita, scritta anche nel locale "My mojito in La Bodeguita, My daiquiri in El Floridita", sebbene meritevole di aver reso celebre la bevanda anche fuori da Cuba, è apocrifa.
Esistono diverse teorie anche riguardo all'origine del termine "Mojito". Secondo alcuni, esso sarebbe legato al "mojo", un condimento tipico della cucina cubana a base di aglio e agrumi, usato per marinare. Un'altra teoria lo lega alla traduzione della parola spagnola mojadito, che significa "umido". Un'ultima ipotesi, considerata comunque la meno attendibile, fa risalire l'etimologia della parola al termine vudù mojo, che significa "incantesimo".

## Composizione

### Ingredienti
- 4,5 cl di rum bianco cubano
- 2 cl di succo di lime (limetta) (appena tagliato)
- 6 foglie di hierba buena ricetta originale cubana oppure menta fresca
- 2 cucchiaini di zucchero di canna
- Acqua minerale frizzante

### Preparazione
Mettere in un tumbler alto zucchero, succo di lime, rum e menta. Amalgamare il tutto, premendo delicatamente le foglie di menta (per sentirne il sapore e l'essenza), poi unire ghiaccio a cubi  e l'acqua frizzante. Decorare con un rametto di menta.
Servire con una cannuccia.

## Varianti
La variante più conosciuta fuori da Cuba è quella eseguita frequentemente in Italia che prevede l'esecuzione come se fosse una caipirinha, con ghiaccio frantumato, lime (limetta) a pezzi schiacciato insieme alle foglie di menta e senza aggiunta finale di acqua.
Il mojitaly è un cocktail simile al mojito, ma con un amaro fernet alla menta al posto del rum.
Il genepyto è una variante del mojito, abbastanza di tendenza sulla Alpi occidentali, fatto sostituendo il rum con il genepy bianco.

## Versione analcolica

### Ingredienti
- Limonata q.b.
- Succo di ½ lime (limetta)
- 6 foglie di Menta
- 2 cucchiaini di zucchero di canna
- Acqua tonica q.b.
- Ghiaccio tritato o a cubetti q.b.

Per decorare:
- Menta o limetta q.b.

### Procedimento
Lavare le foglie di menta e porle in un bicchiere. Aggiungere lo zucchero di canna e servendosi di un pestello schiacciare delicatamente in modo da sprigionare l'aroma della menta, unire il succo di limetta e girare per alcuni istanti. Porre infine il ghiaccio, aggiungere in parti uguali l'acqua tonica e la limonata e mescolare in modo circolare. Decorare infine con la menta o la limetta.

### Annotazioni
1. ↑  Con il significato di "non autentico", "non genuino".

### Fonti
1. 1 2 3  (EN) Mojito, su iba-world.com, International Bartenders Association.
2. 1 2   Daniele Vallesi, Mojito, l'Incantesimo dell'Estate, su gustotabacco.it, 15 settembre 2014.
3. ↑   Jared McDaniel Brown, Anistatia Renard Miller, Cuba: The Legend of Rum, Mixellany Limited, 2009,  pp. 131-132, ISBN 0-9760937-8-2.
4. ↑  (EN) History of the Mojito, su iml.jou.ufl.edu, University of Florida Interactive Media Lab. URL consultato il 23 ottobre 2014 (archiviato dall'url originale il 1º dicembre 2014).
5. ↑  (EN) Philip Greene, The Myth Behind Hemingway's Favorite Drink, su eater.com, 9 dicembre 2015.
6. ↑   Redazione, Al bar con Hemingway: la ricetta originale del suo mojito, su gqitalia.it, GQ Italia, 4 novembre 2014.
7. ↑  Mojito deriva dal termine spagnolo mojo, un condimento che spesso contiene succo di limetta (cfr. "Mojito" nel sito Dictionary.com, che cita l'American Heritage Dictionary of the English Language, 4ª ed., 2006, Houghton Mifflin). Altra possibilità è che il termine mojo derivi dal verbo spagnolo mojar che significa "inumidire" (cfr. "Mojo" sempre su Dictionary.com, che cita il Webster's New Millennium Dictionary of English, Preview Edition (v 0.9.7), 2003-2007, Lexico Publishing Group, LLC)
8. ↑   Marco Soragni, La Storia del Mojito – Story, su mixstory.it, 21 febbraio 2010. URL consultato il 23 ottobre 2014 (archiviato dall'url originale il 23 ottobre 2014).
9. ↑   Christian Valnet, The Big Book of Cocktails, Edizioni R.E.I., 25 novembre 2015, ISBN 9782372972505. URL consultato il 18 ottobre 2018.
10. ↑   Ricetta Mojito analcolico-Blog Giallo Zafferano, su blog.giallozafferano.it.